# أولاد مولود (بني كيل)
أولاد مولود هي إحدى مشيخات المملكة المغربية، تتبع جغرافيا لإقليم فكيك وإداريًا لبني كيل. يقدر عدد سكانها بـ 377 نسمة حسب الإحصاء الرسمي للسكان والسكنى لسنة 2004.